# The Match
The Match ist ein im Jahr 2020 US-amerikanisch-kroatische Neuverfilmung des ungarischen Spielfilms Zwei Halbzeiten in der Hölle, der eine Kombination aus Kriegs- und Sportfilm ist und dessen Handlung auf wahren Begebenheiten um das Todesspiel im Jahr 1942 beruht.

## Handlung
Anlässlich des 55. Geburtstags Adolf Hitlers im April 1944 planen die Kommandanten eines ungarischen Konzentrationslagers eine ganz spezielle Festivität. Ein Team aus physisch und psychisch starken deutschen Fußballprofis soll dabei gegen eine Mannschaft aus abgemagerten und auch demoralisierten ungarischen Gefangenen antreten. Diese sollen dabei von Laszlo Horvath angeführt werden, einem ehemaligen Fußballnationalspieler, der einst in einem Länderspiel Ungarns gegen das Deutsche Reich seiner Mannschaft zum Sieg gegen die Deutschen verholfen hat. Nun ist Horvath jedoch physisch gebrochen und weit entfernt davon, ein Fußballspiel zu bestreiten. Auch die Anweisung des Obersten Franz ist es, dass die Gefangenen das Spiel nicht gewinnen dürfen. Nun ist es Laszlo, der die Schmach des Verlierens erleiden muss. Laszlo muss innerhalb kürzester Zeit aus ehemaligen Fußballspielern und völlig unsportlichen Laien ein Team zusammenstellen. Dabei entwickelt sich in diesem Team jedoch ein unbekannter Wille zum Sieg.

## Hintergrundinformationen
Der Film, der in Kroatien gedreht wurde, wurde am 1. September 2020 in Polen und einen Tag später in Südkorea, bedingt durch die COVID-19-Pandemie, ins Internet gestellt. Am 25. Juli 2021 feierte er am Jewish International Film Festival in Neuseeland auch offiziell Premiere. Seit dem 27. Mai 2022 ist er im deutschsprachigen Raum auch auf DVD erhältlich.

## Synchronisation
- Der alte Branko: Kaspar Eichel
- Oberst Franz: Dirk Talaga
- Lagerkommandant: Sven Brieger
- General: Markus Gertken
- Branko: Dante Talaga
- Laszlo Horvath: Christian Näthe
- Karolyi Faraco: Alexander Ziegenbein
- Henckel: Patrick Giese
- Peter: Milton Welsh
- Tibor: Christián Rodríguez
- Andreas: Rico Kranz
- Sandor Stekely: Sascha Oliver Bauer
- Hans Gruber: Robert Maaser
- Jakob: Heiko Akrap
- Janko: Konstantin Gies
- Aaron: Alessandro Alioto